# Discestra clarivittata
Discestra clarivittata là một loài bướm đêm trong họ Noctuidae.